# 651-й истребительный авиационный полк ПВО

651-й истребительный авиационный полк ПВО (651-й иап ПВО) — воинская часть истребительной авиации ПВО, принимавшая участие в боевых действиях Великой Отечественной войны.

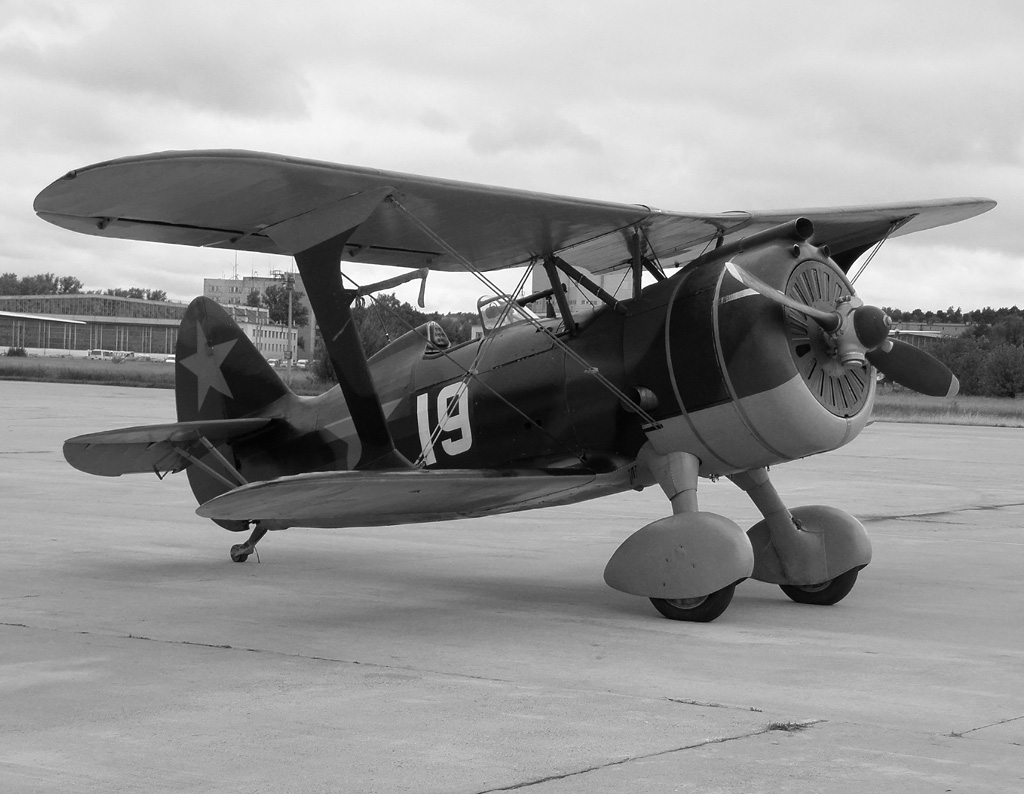
Самолётами И-15бис полк был вооружён при формировании.

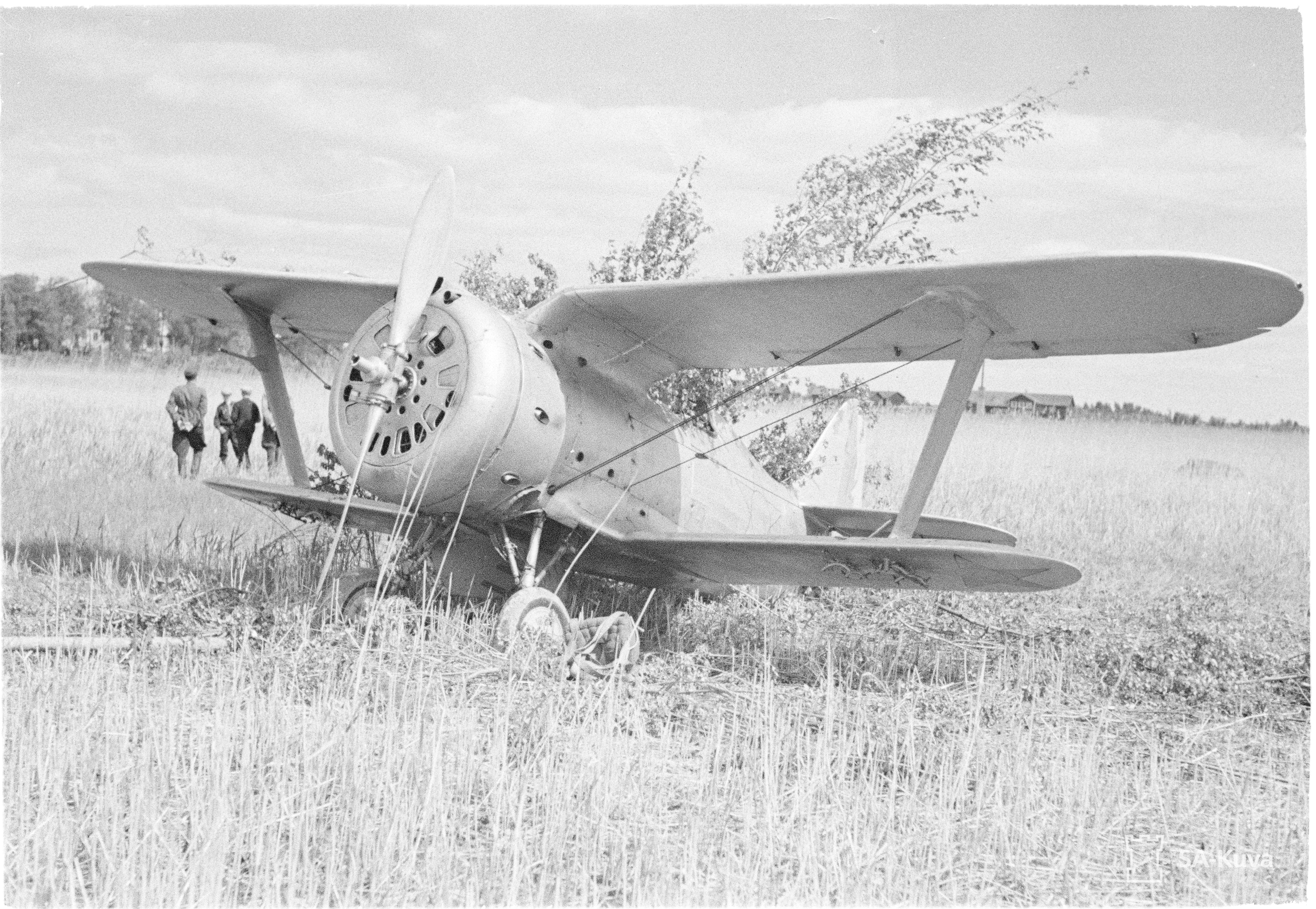
Самолёт И-153. Такими самолётами полк был пополнен в мае 1942 года.

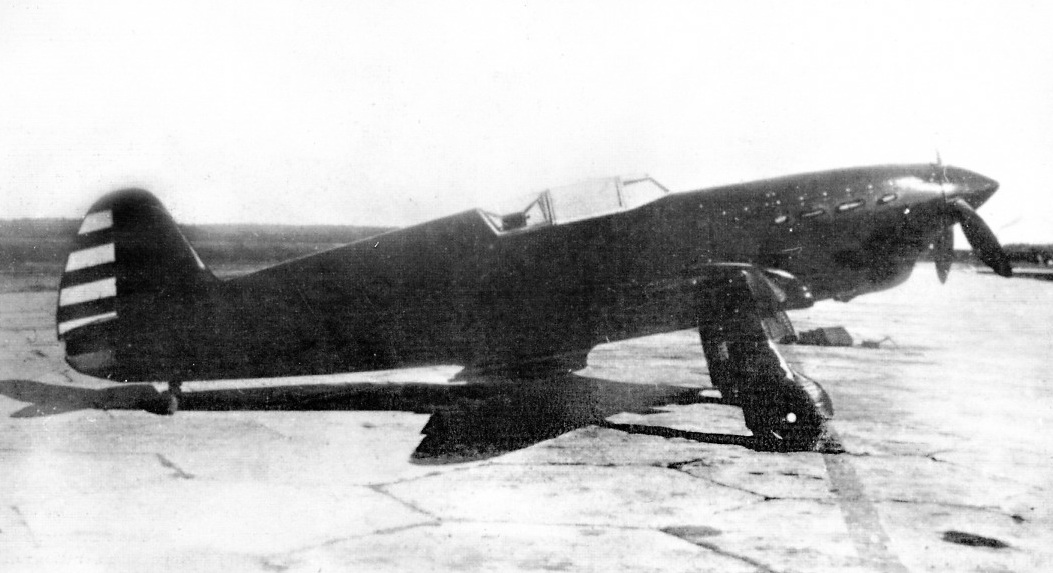
Самолётами Як-1 полк был пополнен в мае 1942 года.

В октябре 1942 года полк получил на вооружение двухмоторные самолёты Пе-3бис.

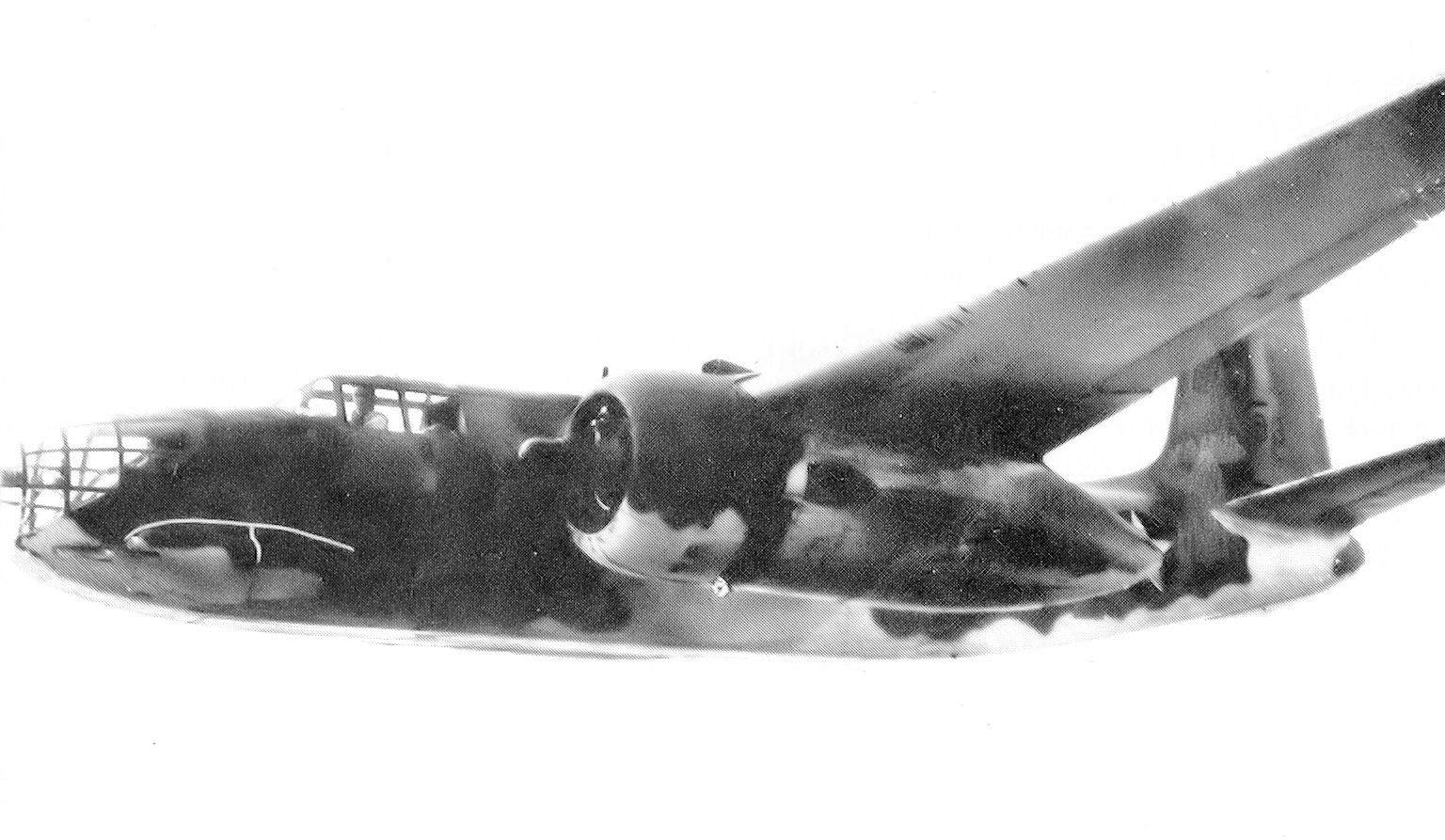
В октябре 1942 года полк получил на вооружение американские «Бостон» Б-3 (Douglas A-20 Havoc)

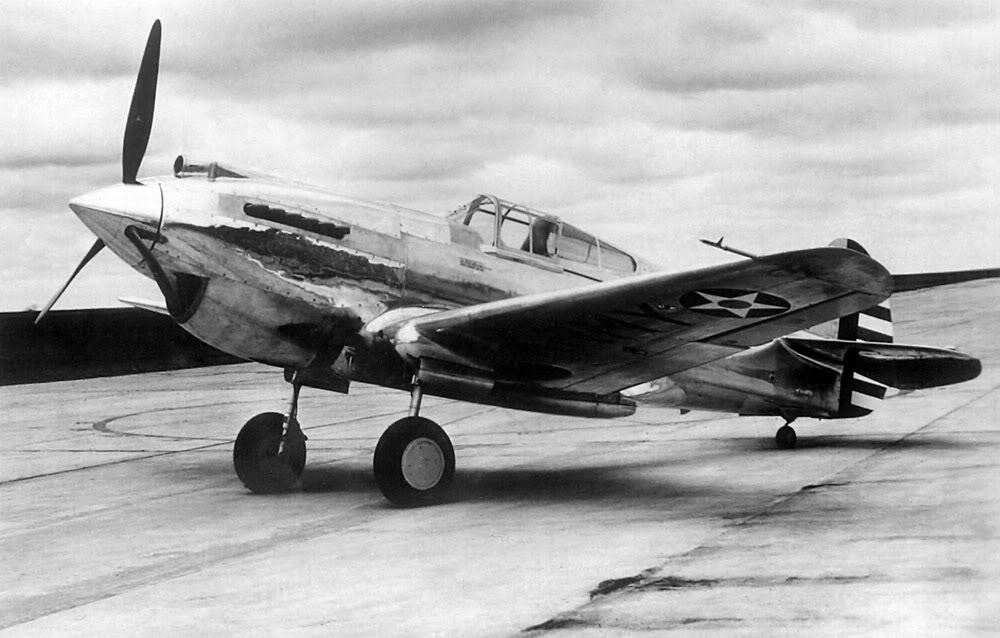
Самолёт Curtiss P-40 полк получил в сентябре 1943 года.

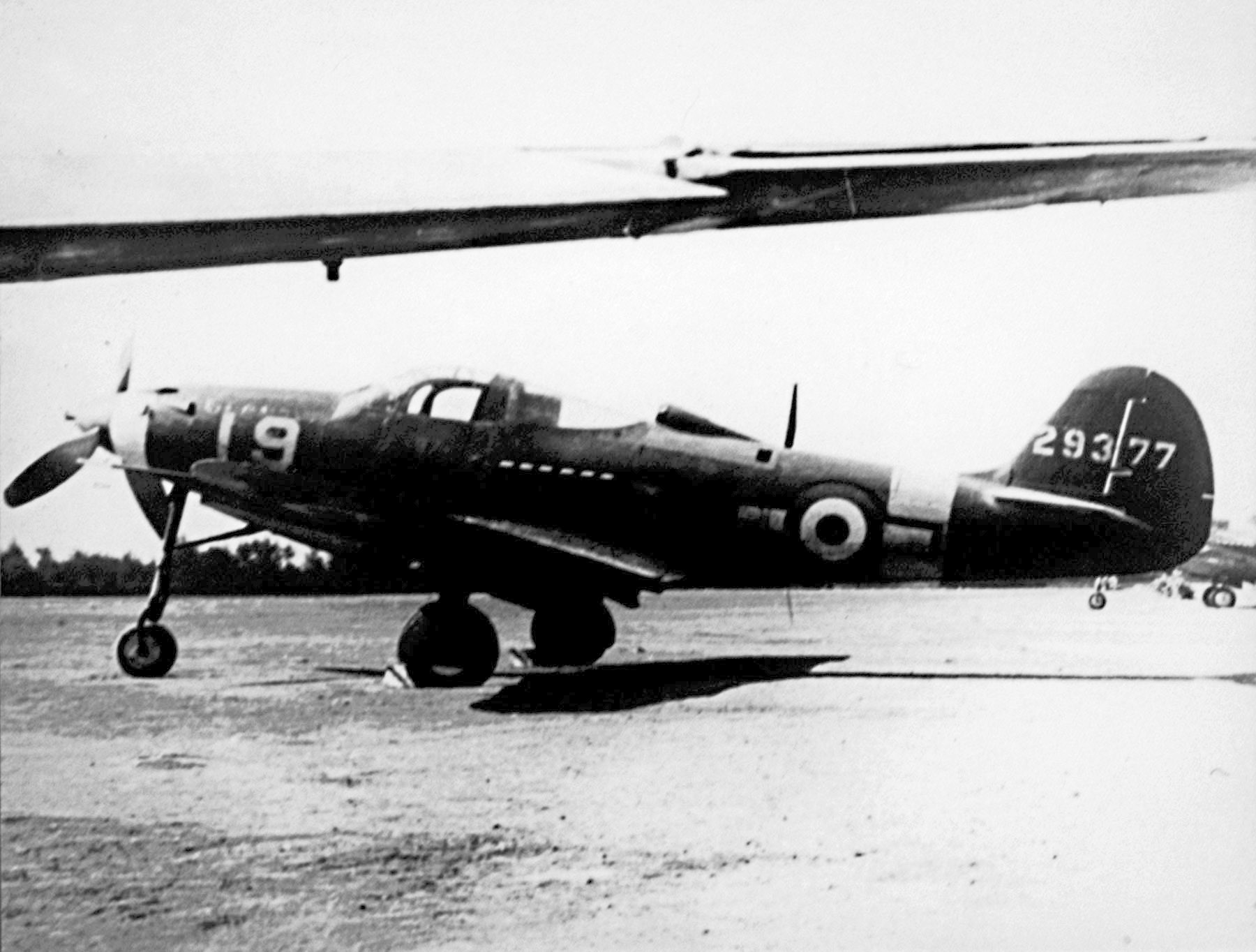
Самолёт Аэрокобра полк получил в 1944 году. На них полк воевал до конца войны.

## Наименования полка
- 651-й истребительный авиационный полк[1][2].
- 651-й истребительный авиационный полк ПВО[1][2];
- Войсковая часть (полевая почта) 45025[1][2].

## История и боевой путь полка
651-й истребительный авиационный полк начал формироваться 4 ноября 1941 года на аэродроме Зерноград Ростовской области по штату 015/174 на самолётах И-15бис. Лётный состав укомплектовывался за счёт Зерноградской военной школы пилотов, а технический состав прибыл из Одесской военной школы пилотов.
Формирование завершено 19 ноября 1941 года в городе Сталинград. Полк в составе 19 экипажей полк включён в состав 102-й истребительной авиадивизии ПВО.
К боевой работе полк приступил 19 ноября 1941 года в составе 102-й истребительной авиадивизии ПВО Сталинградского района ПВО на самолётах И-15бис. В мае — июне 1942 года полк пополнен истребителями И-153 и Як-1. На 10 июля 1942 года полк имел в боевом составе 15 самолётов: 3 самолёта Як-1, 5 самолётов И-153 и 7 самолётов И-15бис.
Первая известная воздушная победа полка в Отечественной войне одержана 27 июля 1942 года: младший лейтенант Надеев В. С., пилотируя Як-1, в воздушном бою в районе станции Клетская двойным таранным ударом сбил немецкий бомбардировщик Junkers Ju 88.
25 августа 1942 года полк убыл в тыл на доукомплектование.
В период с 5 по 26 сентября 1942 года полк в 17-м запасном истребительном авиаполку Приволжского военного округа на аэродроме Пенза доукомплектован за счёт 926-го истребительного авиаполка ПВО. После переформирования с 26 сентября по 14 октября 1942 года полк находился в непосредственном подчинении Управления истребительной авиации ПВО, боевой работы не вёл.
14 октября 1942 года полк переформирован по штату 015/173 (штат бомбардировочного авиаполка), получил на вооружение двухмоторные самолёты Пе-3бис (из 5-го запасного авиационного полка) и американские «Бостон» Б-3 (из 57-го бомбардировочного авиаполка).
С 14 октября 1942 года по 10 апреля 1943 года полк находился в прямом подчинении штаба Московского фронта ПВО. 10 апреля 1943 года полк вошёл в состав 125-й истребительной авиационной дивизии ПВО Тульского района ПВО. 29 июня 1943 года вместе с дивизией вошёл в состав войск вновь образованного Западного фронта ПВО. 22 июля сдал все «Бостоны» в 173-й авиационный полк истребителей дальнего действия 56-й авиационной дивизии истребителей дальнего действия. С 5 сентября 1943 года полк перешёл на штат 015/325 и получил на вооружение американские истребители «Киттихаук». В апреле 1944 года в связи с реорганизацией войск ПВО страны в составе 125-й истребительной авиационной дивизии ПВО включён в 81-ю дивизию ПВО Северного фронта ПВО, который образован 29 марта 1944 года на базе Восточного и Западного фронтов ПВО.
С 17 по 22 апреля 1944 года полк начал перевооружаться на американские истребители Р-39 «Аэрокобра». 1 августа из 125-й истребительной авиационной дивизии ПВО передан в состав 320-й истребительной авиационной дивизии ПВО 82-й дивизии ПВО Северного фронта ПВО. Вёл боевую работу (патрулирование и дежурство на земле) на самолётах «Киттихаук» и «Аэрокобра».
Из 320-й истребительной авиационной дивизии ПВО 1 октября 1944 года передан в состав 36-й истребительной авиационной дивизии ПВО 5-го корпуса ПВО Северного фронта ПВО. 24 декабря вместе с 36-й иад ПВО 5-го корпуса ПВО включён в состав войск Западного фронта ПВО (2-го формирования) (преобразован из Северного фронта ПВО). В марте 1945 года полк в составе 36-й истребительной авиационной дивизии ПВО 5-го корпуса ПВО передан в 82-ю дивизию ПВО Западного фронта ПВО.
День Победы 9 мая 1945 года полк встретил на аэродроме Лодзь в Польше.
Всего в составе действующей армии полк находился: с 19 ноября 1941 года по 9 мая 1945 года.
Всего за годы войны полком:
- Совершено боевых вылетов — 996 (958 — днём; 38 — ночью).
- Сбито самолётов противника — 33, из них:
  - бомбардировщиков — 25;
  - истребителей — 7;
  - разведчиков — 1.
- Свои потери (данные только за 1942 г.):
- лётчиков — 5, из них:
  - погибло в воздушных боях — 4;
  - не вернулся с боевого задания —1.
- самолётов — 13, из них по типам:
  - 4 И-15бис,
  - 5 И-153,
  - 3 Як-1,
  - 1 Як-7б.

## Командир полка
- капитан Кобылицкий Василий Леонтьевич[1], 04.11.1941 — 23.02.1942
- капитан, майор Стебловский Иван Егорович[1], 23.02.1942 — 17.10.1942
- майор Стаханов[1], 17.10.1942 — 15.12.1942
- майор Мурзин[1], 15.12.1942 — 19.07.1943
- подполковник Артамонов Иван Михайлович[1], 19.07.1943 — 21.03.1944
- майор, подполковник Малявин Анатолий Анатольевич[1], 21.03.1944 — 17.12.1944
- майор Берлов Пётр Иванович[1], 17.12.1944 — 01.01.1946

## Послевоенная история полка
После войны полк продолжал входить в состав 36-й истребительной авиационной дивизии ПВО. 3 августа 1945 года полк передан из 36-й истребительной авиационной дивизии ПВО в 10-й истребительный авиационный Ростовский корпус ПВО Юго-Западного фронта ПВО и перебазирован с аэродрома города Лодзь в Польше на аэродром города Стрый Львовской области Украинской ССР.
1 января 1946 года полк на основании Приказа Командующего ВВС ЮЗФ ПВО № 0023 от 21.12.1945 года и Приказа 10-го иак ПВО № 00194 от 24.12.1945 года расформирован в 10-м истребительном авиационном Ростовском корпусе ПВО на аэродроме Стрый Львовской области.

## Лётчики-асы полка
Лётчики-асы полка, сбившие более 5 самолётов противника в воздушных боях.
| Фамилия, имя отчество           | Награды | Сбито самолётов (+ в группе) | Примечание |
| ------------------------------- | ------- | ---------------------------- | --- |
| Лавриненков Владимир Дмитриевич |         | 36 + 7                       | Лётчик полка: ноябрь 1941 — июнь 1942 г. Боевых вылетов: 448; воздушных боёв: 134. 24.08.1943 года после случайного столкновения с самолётом противника в воздушном бою попал в плен, бежал, воевал в партизанском отряде, вернулся в полк в октябре 1943 г.                                         |
| Тильченко Пётр Григорьевич      |         | 8 + 3                        | Лётчик полка: ноябрь 1941 — июнь 1942 г. Погиб 25 августа 1942 г. Убит при выполнении боевого задания. |
| Чучвага Иван Иванович           |         | 9 + 1                        | Лётчик полка: ноябрь 1941 — сентябрь 1942 г. Боевых вылетов: 196; воздушных боёв: 74. Погиб 12 марта 1943 г. Сбит в воздушном бою. Посмертно представлен к званию Героя Советского Союза за 16 сбитых самолётов противника, но этот боевой счёт не подтверждается какими-либо архивными документами. |